# Kunstrijden op de Olympische Winterspelen 2014 - Mannen
Het kunstrijden voor mannen tijdens de Olympische Winterspelen 2014 vond plaats op 13 en 14 februari in het Iceberg Schaatspaleis in Sotsji. De regerend olympisch kampioen, de Amerikaan Evan Lysacek, verdedigde zijn titel niet.
De drie medaillewinnaars, de Japanner Yuzuru Hanyu op plaats een, de Canadees Patrick Chan op plaats twee en de Kazak Denis Ten op plaats drie, stonden voor het eerst op het olympisch erepodium. Hanyu was de eerste Japanner die de olympische titel bij de mannen won, de Japanse Shizuka Arakawa won in 2006 bij de vrouwen de eerste olympische titel namens in Japan in het kunstrijden. Eerder won alleen Daisuke Takahashi in 2010 een bronzen medaille in het mannentoernooi namens Japan. Patrick Chan won eerder met het landenteam op deze Spelen ook al een zilveren medaille. Voor Canada was het de vijfde zilveren medaille bij de mannen, dat daarnaast alleen nog drie keer brons won. Voor Kazachstan was het de eerste olympische medaille in een van de toernooien.
De zilverenmedaillewinnaar in 2010 en al goudenmedaillewinnaar met het landenteam, Jevgeni Pljoesjtsjenko, trok zich voor aanvang van de korte kür terug uit de wedstrijd. Daisuke Takahashi werd op dit kampioenschap zesde. De op de Olympische Spelen debuterende Belg Jorik Hendrickx eindigde als zestiende.

## Tijdschema
| Datum       | Lokale tijd | MET   | Kür       |
| ----------- | ----------- | ----- | --------- |
| 13 februari | 19:00       | 16:00 | Korte kür |
| 14 februari | 19:00       | 16:00 | Vrije kür |

## Uitslag
| #                      | Olympiër                 | NOC | Punten | Korte kür   | Vrije kür   |
| ---------------------- | ------------------------ | --- | ------ | ----------- | ----------- |
| Goud                   | Yuzuru Hanyu             | JPN | 280.09 | 101.45 (1)  | 178.64 (1)  |
| Zilver                 | Patrick Chan             | CAN | 275.62 | 097.52 (2)  | 178.10 (2)  |
| Brons                  | Denis Ten                | KAZ | 255.10 | 084.06 (9)  | 171.04 (3)  |
| 04                     | Javier Fernández         | ESP | 253.92 | 086.98 (3)  | 166.94 (5)  |
| 05                     | Tatsuki Machida          | JPN | 253.42 | 083.48 (11) | 169.94 (4)  |
| 06                     | Daisuke Takahashi        | JPN | 250.67 | 086.40 (4)  | 164.27 (6)  |
| 07                     | Yan Han                  | CHN | 246.20 | 085.66 (8)  | 160.54 (7)  |
| 08                     | Peter Liebers            | GER | 239.07 | 086.04 (5)  | 153.83 (9)  |
| 09                     | Jason Brown              | USA | 238.37 | 086.00 (6)  | 152.37 (11) |
| 10                     | Michal Březina           | CZE | 233.62 | 081.95 (12) | 151.67 (13) |
| 11                     | Tomáš Verner             | CZE | 232.99 | 081.09 (13) | 151.90 (12) |
| 12                     | Jeremy Abbott            | USA | 232.70 | 072.58 (15) | 160.12 (8)  |
| 13                     | Brian Joubert            | FRA | 231.77 | 085.84 (7)  | 145.93 (14) |
| 14                     | Alexander Majorov        | SWE | 224.86 | 083.81 (10) | 141.05 (16) |
| 15                     | Kevin Reynolds           | CAN | 222.23 | 068.76 (17) | 153.47 (10) |
| 16                     | Jorik Hendrickx          | BEL | 214.04 | 072.52 (16) | 141.52 (15) |
| 17                     | Misha Ge                 | UZB | 203.26 | 068.07 (18) | 135.19 (17) |
| 18                     | Florent Amodio           | FRA | 198.64 | 075.58 (14) | 123.06 (18) |
| 19                     | Michael Martinez         | PHI | 184.25 | 064.81 (19) | 119.44 (20) |
| 20                     | Yakov Godorozha          | UKR | 182.19 | 062.65 (21) | 119.54 (19) |
| 21                     | Oleksij Bytsjenko        | ISR | 177.06 | 062.44 (22) | 114.62 (21) |
| 22                     | Abzal Rakimgaliev        | KAZ | 174.40 | 064.18 (20) | 110.22 (22) |
| 23                     | Zoltán Kelemen           | ROU | 158.76 | 060.41 (24) | 098.35 (23) |
| 24                     | Viktor Romanenkov        | EST | 139.99 | 061.55 (23) | 078.44 (24) |
| Vrije kür niet bereikt |                          |     |        |             |             |
| 25                     | Javier Raya              | ESP | 059.76 | 059.76 (25) |             |
| 26                     | Viktor Pfeifer           | AUT | 056.60 | 056.60 (26) |             |
| 27                     | Paul Bonifacio Parkinson | ITA | 056.30 | 056.30 (27) |             |
| 28                     | Liam Firus               | CAN | 055.04 | 055.04 (28) |             |
| 29                     | Brendan Kerry            | AUS | 047.12 | 047.12 (29) |             |
| -                      | Jevgeni Pljoesjtsjenko   | RUS | 00,00  | 0WDR        |             |

WDR = trok zich terug